# Kecamatan Dasuk
Kecamatan Dasuk är ett distrikt i Indonesien.   Det ligger i provinsen Jawa Timur, i den västra delen av landet, 800 km öster om huvudstaden Jakarta. Kecamatan Dasuk ligger på ön Madura.